# Loppet är kört (1979)
Loppet är kört (originaltitel: Breaking Away) är en amerikansk ungdoms-dramakomedifilm från 1979 i regi av Peter Yates, med bland andra Dennis Christopher, Dennis Quaid, Daniel Stern (hans första filmroll), Jackie Earle Haley, Barbara Barrie och Paul Dooley i rollerna.

## Rollista
- Dennis Christopher - Dave Stoller
- Dennis Quaid - Mike
- Daniel Stern - Cyril
- Jackie Earle Haley - Moocher
- Paul Dooley - Ray Stoller
- Barbara Barrie - Evelyn Stoller
- Robyn Douglass - Katherine
- Hart Bochner - Rod
- P.J. Soles - Suzy
- Amy Wright - Nancy
- John Ashton - Mikes bror